# ثيتل
الثَّيْتَل (الجمع: ثَيَاتِل) أو التَّيْتَل أو الحَيْرَم أو الهرتبيس (تعريب للاسم الإنكليزي Hartebeest المشتق من اللغة الأفريكانية) هو نوع من الظباء القاطنة للأراضي العشبيّة والذي يتواجد عبر معظم غرب أفريقيا، أفريقيا الشرقية، والجنوبية، كما كان موطنه في السابق يمتد ليشمل شمال إفريقيا ويرجّح بأنه كان يقطن السعودية أيضا على أن هذا الأمر غير مؤكد، ويعتبر الثيتل أحد ثلاثة أنواع من الظباء التي تنتمي إلى جنس الثياتل الحقيقية (باللاتينية: Alcelaphus).
وصف "ثيتل" في المراجع العربية التراثية مشوش جدًا، ولعلها تدل في الحقيقة على هذا النوع من بقر الوحش، وهي لفظة يطلقها أهل السودان على هذا الحيوان. أما عن الاسم هرتبيس، فهو مشتق من الكلمة الإنكليزية hartebeest ذات الأصل الأفريكاني، وقد كان في السابق يُسمّى hertebeest (تنقحر إلى هرتيبيست). كان البُوير (المستوطنون البيض من أصل هولندي) هم أوّل من أطلق الاسم اللاتيني على هذا الحيوان، لاعتقادهم أنه يشابه الأيل (حيث أن كلمة hert تعني ذكر الأيل باللغة الهولندية، وbeest تعني وحش)، فيكون بالتالي الاسم الحرفي لهذا الحيوان «الأيل الوحش».
يبلغ ارتفاع الثيتل 1.5 أمتار عند الكتفين (5 أقدام) ويزن ما بين 120 و 200 كيلوغرام (265-440 رطلا)، ويكون لون ذكور هذه الحيوانات بنيّا قاتما بينما تكون الإناث بنيّة ضاربة إلى الصفار، وللجنسين قرون يصل طولها إلى 70 سنتيمترا (27 إنش). تعيش الثياتل في الأراضي العشبيّة والغابات المفتوحة حيث تقتات على الأعشاب، وتعتبر هذه الحيوانات نهاريّة النشاط فهي تمضي فترة الصباح وأواخر بعد الظهر في الاقتيات، ويحوي القطيع ما بين خمسة إلى 20 رأسا عادة إلا أنه قد يعيش فيه في بعض الأحيان قرابة 350 فردا.
كانت الثياتل تتواجد في جميع الأراضي العشبيّة ومناطق السفانا في إفريقيا، أما الآن فإن موطنها متجزئ حيث تتواجد النويعة الغربية في إفريقيا الغربية فقط من السنغال حتى غربي تشاد، ونويعة ليلويل من غربي تشاد حتى إفريقيا الشرقية، بينما يقتصر وجود نويعة كوك على تنزانيا وكينيا، أما نويعتيّ تورة وسوايني المهددتين بالانقراض فتتواجدان على التوالي في شرقي السودان وشمالي الحبشة، والصومال وبعض المناطق في الحبشة.
تسكن هذه الحيوانات السفانا المفتوحة والأراضي العشبية المشجرة، وفي بعض الأحيان تنتقل إلى بعض المساكن الأكثر جفافا بعد هطول الأمطار.

## الوصف والخواص الأحيائية

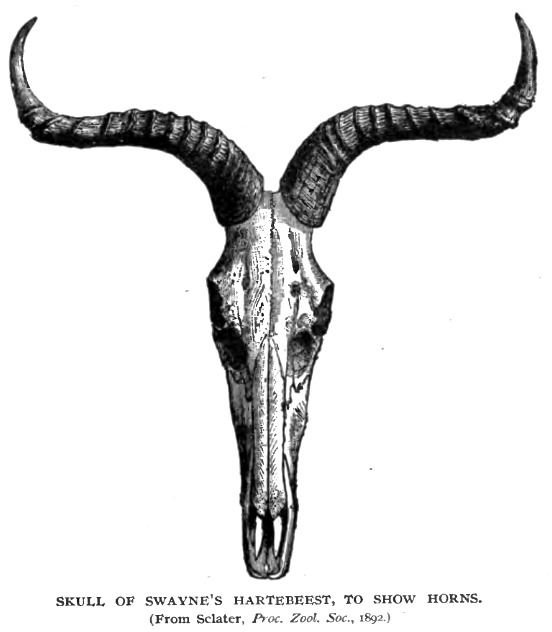
رسم لجمجمة الثيتل لتوضيح شكل قرونه

كانت هذه الظباء الضخمة العالية الكتفين إحدى الحيوانات الراعية الأساسيّة التي جابت إفريقيا جنوب الصحراء الكبرى بأعداد كبيرة جدا في الماضي، كما كانت تعيش في بلدان شمال إفريقيا قبل أن تنقرض عام 1923. للثيتل قوائم طويلة بالإضافة لعنق قصير، وجه طويل ضيّق، وأذنان طويلتان، وعلى الرغم من شكل هذا الحيوان الذي لا يوحي بالكمال فإنه يعتبر رشيقا وسريع الجري حيث يستطيع أن يصل في سرعته إلى 70 كيلومترا في الساعة، ويختلف نمط لون الثيتل من الأحمر إلى الأسود أو الأسمر إلى البني الضارب إلى الصفار أو الذهبي، وتمتلك الثياتل شعيرات طويلة بنية اللون أو سوداء على القسم الخارجي من ذيلها. يمتلك كلا الذكر والأنثى قرونا تكون متقاربة في قاعدتها ومن ثم تنعقف قليلا نحو الأمام لتنعقف بعدها مجددا إلى الوراء إلا أن قرون الأنثى أكثر نحافة من قرون الذكر، كما ويكون هناك حلقتين بارزتين على ثلثيّ القسم السفلي من قرنيّ هذه الحيوانات. يعتبر تصنيف الثياتل صعبا شيئا ما بسبب وجود ستة نويعات منها واختلاف موطن كل منها وبنية قرونه ولونه.

### الخواص الأحيائية
تتغذى الثياتل على الأعشاب حيث يساعدها رأسها الضيّق على انتقاء رؤوس الحشائش النديّة وترك الجذور والسويقات غير المغذية، وهي تعتبر حيوانات اجتماعية يمكن رؤيتها عادة في قطعان يبلغ عدد أفرادها قرابة 20 رأسا إلا أنه عندما يكون هناك وفرة في الأعشاب الطازجة فإنها يمكن أن تتجمع في قطيع ضخم يصل عدد أفراده إلى المئات أو حتى الآلاف، وفي المناطق القاحلة فإنها سوف تتنقل لمسافات شاسعة بحثا عن الأعشاب القايلة للرعي.

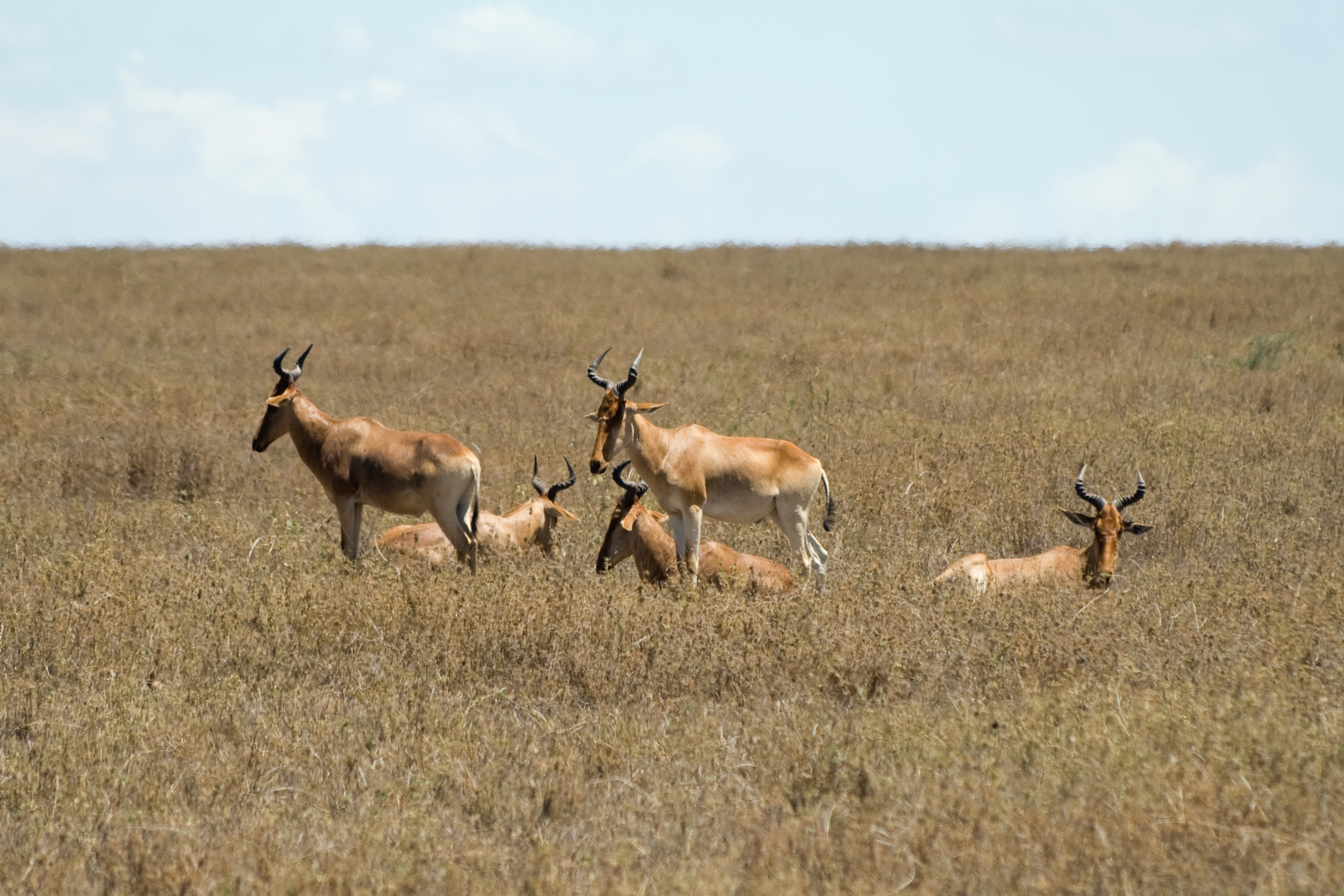
قطيع من الثياتل في سهول السرينغتي

تعتبر الذكور البالغة حيوانات إقليمية، أي أن كل منها يسيطر على حوز خاص به ويقوم بتعليم حدوده بالبراز، وتنتقل قطعان الإناث بين مناطق الذكور المختلفة وتبقى مؤقتا في المناطق التي تحوي أفضل المراعي، أما الذكور العازبة أو الذكور الغير مناطقيّة كما تسمّى، فإنها تشكل قطعانا عازبة وتعيش حول المناطق التي يحتلها الذكور البالغين، أي في المناطق الجرداء القليلة المراعي.
يحصل التزاوج في بعض المناطق خلال فترة قصيرة من الزمن فقط، وهي تلك الفترة التي تهطل فيها الأمطار، وخلال هذا الوقت فقط تصبح الذكور إقليميّة، أما في مناطق أخرى فإن التزاوج يحصل على مدار السنة وتكون الذكور إقليمية على الدوام. تلد الأنثى صغيرا واحدا بعد فترة حمل تستمر لثمانية أشهر وتبقيه مختبأ حتى يصبح قادرا على مجاراة القطيع، وتصل الثياتل إلى مرحلة النضج الجنسي بين عامها الأول والرابع وتعيش لتبلغ 19 عاما.

## النويعات والأنواع القريبة

### النويعات
صُنفت ستة نويعات من الثيتل حتى الآن، وقد كان التصنيف السابق يضم سبعة نويعات حيث كان يعتبر الثيتل الأحمر بأنه إحدى نويعات هذا النوع، أما الآن، وبعد الدراسات التي أجريت على حمضه النووي، أصبح يعرف بأنه نوع مستقل بحد ذاته. تضم النويعات الحالية:

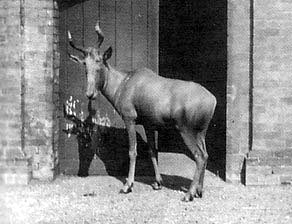
النويعة العربية (الثيتل العربي) في حديقة حيوانات لندن عام 1895

- نويعة الثيتل العربي (ثيتل شمال إفريقيا، Alcelaphus buselaphus buselaphus، منقرضة)
- نويعة كوك أو النويعة الشرقية، ثيتل كوك أو الكونغوني (Alcelaphus buselaphus cokii)
- نويعة ليلويل، ثيتل ليلويل (Alcelaphus buselaphus lelwel)
- النويعة الغربية أو النويعة العظمى، الثيتل الغربي (Alcelaphus buselaphus major)
- نويعة سوايني أو نويعة القرن الإفريقي، ثيتل القرن الإفريقي (Alcelaphus buselaphus swaynei)
- نويعة تورة، ثيتل تورة (Alcelaphus buselaphus tora)

كما تمّ التعرّف على هجينين لنويعتين من قبل منظمة «أخويّة الصيد التجاري» وهي:
- نويعة هضاب كينيا، ثيتل هضاب كينيا، وهو نتاج تزاوج بين نويعتي ليلويل وكوك (Alcelaphus buselaphus lelwel x cokii)، يتواجد في كينيا كما يوحي اسمه.
- نويعة نيومان، ثيتل نيومان، نتاج تزاوج بين نويعتي ليلويل وسوايني (Alcelaphus buselaphus lelwel x swaynei)، يتواجد في الحبشة.

### الأنواع القريبة

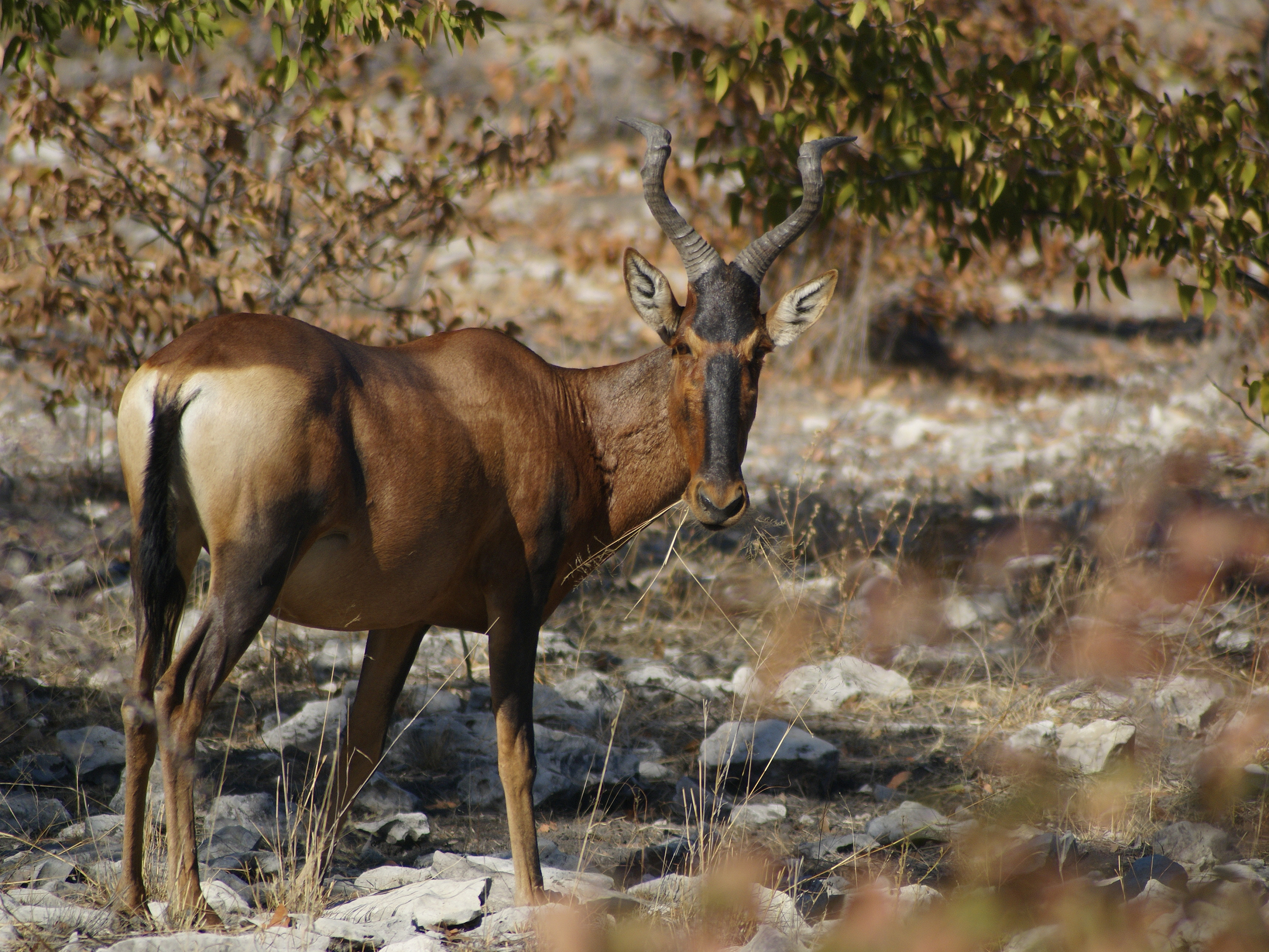
الثيتل الأحمر الوثيق الصلة بالثيتل والذي كان في الماضي يعتبر نويعة للأخير

هناك نوعين قريبين جدا من الثيتل هما:
- ثيتل أحمر (Alcelaphus caama)، الذي كان يعتبر في السابق مجرد نويع من الثيتل[10]
- ثيتل ليختنشتاين (Alcelaphus lichtensteinii)، الذي يصنفه البعض في جنس أخر غير جنس الثياتل الحقيقية.[10]

كما أن هناك نويعين لنوع أخرى من الثياتل تنتمي إلى جنس "Damaliscus" وتعتبر قريبة لهذه الفصيلة، وهي:
- ثيتل السنغال أو الكوريغوم (Damaliscus lunatus korrigum)
- ثيتل تيانغ [الإنجليزية] أو التيانغ (Damaliscus lunatus tiang)

## المخاطر والمحافظة على النوع
على الرغم من أن العديد من نويعات الثيتل لا تزال تتواجد بأعداد كبيرة، إلا أن أعداد بعض الجمهرات قد تناقصت بشكل كبير، وتعتبر اليوم نويتي تورة وسوايني بأنها قد شارفت على الانقراض حيث لم يعد هناك سوى القليل منها، ويعزى السبب في ذلك إلى المنافسة مع الماشية المستأنسة على المرعى حيث يلاحظ أن اعداد الثياتل قد تناقصت بشكل كبير في المناطق التي تربّى فيها الأبقار وغيرها من المواشي بشكل مكثّف، ويعود السبب الأخر لتناقص أعداد الثياتل إلى الصيد، حيث يعتبر لحم هذه الحيوانات بالنسبة لبعض الناس ألذ وأكثر غنى بالنكهة من لحم البقر. ويقول العلماء أن انقراض النويعة الشمالية يؤكد مدى حساسية هذه الحيوانات للإخطار التي تحيط بها.
ليس هناك من خطط أو برامج حالية معروفة للحفاظ على هذا النوع، إلا أن حمايتها تتم في العديد من المناطق المحميّة في إفريقيا مثل منتزه السرينغتي القومي في تنزانيا، وهو مكان مصنّف من قبل الأمم المتحدة على أنه موقع تراث عالمي، وهذا الأمر يساعد على الحماية من المخاطر التي تهدد هذه الحيوانات. أما بقاء نويعة سوايني على قيد الحياة فإنه يعتمد على زيادة الحماية اللازمة لها في الحبشة، كما أن هناك حاجة ماسّة لإجراء المزيد من الدراسات حول أماكن توزع نويعة تورة المهددة كي يصار إلى إتخاذ إجراءات مناسبة لحمايتها.

## اقرأ كذلك
- قائمة مزدوجات الأصابع حسب العدد